# Máster digital de video

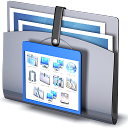
El máster digital de vídeo es un archivo informático, en muchas ocasiones apoyado por otros, pero ante todo un archivo informático.

El máster digital de vídeo o MDV es un archivo informático que guarda todas las instrucciones para crear un proyecto audiovisual. Los MDV suelen ser archivos muy ligeros, con muy pocos kibibytes de peso, porque no incorporan las tomas, ni los sonidos y en ocasiones tampoco las imágenes, simplemente las rutas para localizarlas y las instrucciones de cómo presentarlas en pantalla.

## Características
Una MDV es un archivo informático creado por un determinado programa para edición de vídeo. Como archivo informático que es, puede duplicarse infinidad de veces sin perder calidad. Contiene todas las instrucciones para realizar un vídeo terminado que después puede exportarse a formatos AVID, MPEG4 o cualquier otro. Incluye las direcciones todas las imágenes deseadas, los efectos digitales, titulaciones que debe crear, efectos de sonido y cualquier otro material que se haya deseado incluir en la versión final, lo que autores como Ohanian (1996) denominan el "histórico".
Archivos informáticos parecidos ya existían con anterioridad, en especial la lista de decisiones de edición, donde se registraba por orden cronológico la toma que debía ser editada con su minuto, segundo y cuadro, tanto de comienzo como de fin. Pero la EDL contiene únicamente eso, puntos de entrada y salida para el vídeo o para el vídeo y el audio, pero un máster digital de vídeo añade la transición entre una toma u otra, el tiempo que dura la transición, si la transición será progresiva o no, las titulaciones, los efectos de imagen y sonido, las animaciones, etc, por esa razón se le llama "máster".
En la mayoría de los casos, el MDV no incorpora las imágenes ni las pistas de sonido que debe mezclar, subtitular, fundir..., únicamente graba digitalmente la ruta para localizarlas y todos los detalles que necesitan para su proceso. Esto posee la ventaja de crear archivos pequeños, fácilmente duplicables, pero al mismo tiempo dependientes de los archivos fuente, de tal forma que un máster de vídeo en otra máquina sin conexión al disco duro donde residen dichas fuentes sería capaz de reproducir muy pocos elementos, a menos que también se hubiesen llevado a esa otra máquina todos los archivos fuentes y guardados en carpetas con los mismos nombres y en las mismas rutas que los originales.
Los MDV son muy heterogéneos y generalmente incompatibles. En el cine una película de 35 mm se puede reproducir en cualquier proyector de ese tamaño porque hace décadas que concluyó la guerra de formatos, en la televisión es más complicado por cuestiones técnicas y también políticas, pero aun así solo existen dos formatos tras la entrada de la TDT. Sin embargo, en el vídeo digital no es que dependa de cada máquina o plataforma, es que varía con el programa e incluso con cada versión (Carrasco, 2010).

## Historia

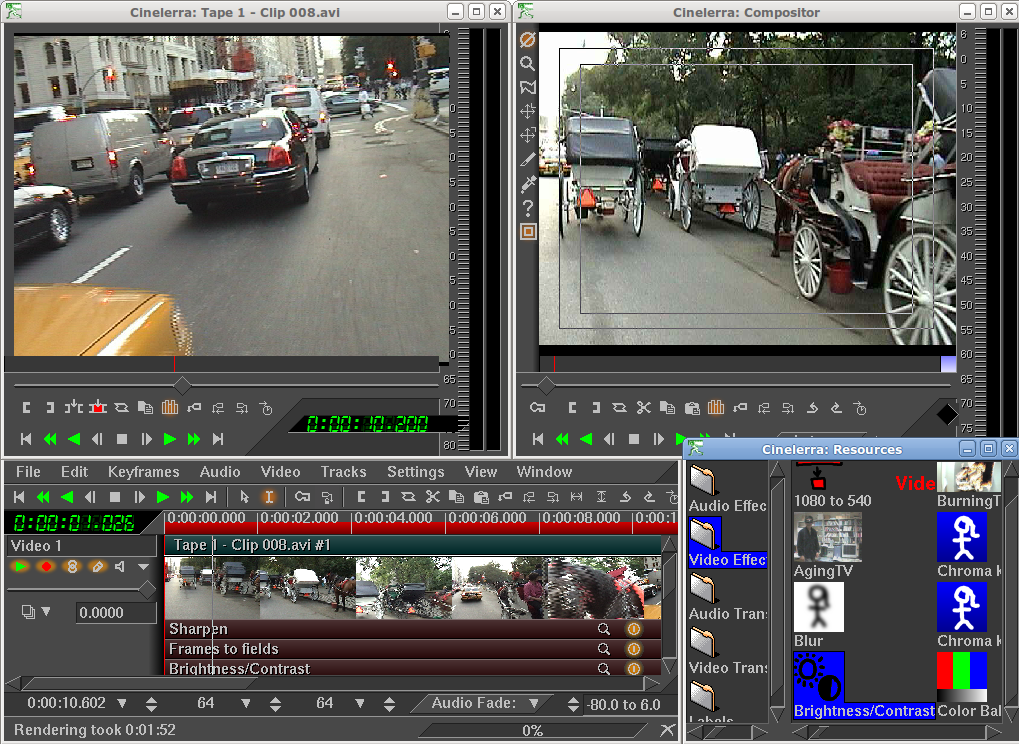
Captura de pantalla de una edición con línea de tiempo.

El vídeo comenzó editándose como se hacía en el cine, es decir cortando físicamente la cinta para quitar el trozo no deseado, pero rápidamente se comprobó que resultaba más práctico utilizar varios reproductores y un grabador que hiciese una copia con las tonas que le suministraban los otros magnetoscopios. A esta cinta, de una calidad inferior por ser copia de los originales, se la denominaba "máster" y de ella saldrían las distintas copias para su venta, difusión, conservación... (Ohanian, 1996).
Según Muñoz Pantiga (1997) a mediados de los años 1970 directores visionarios como George Lucas comenzaron a ver las enormes ventajas que tendría el poder meter las imágenes en una computadora y procesarlas. Directores como aquel comenzaron a estudiar algún tipo de sistema para trabajar con las fuentes sin necesidad de cortarlas, pegarlas o grabarlas en otro soporte. Así nació el EditDroid, el primer editor de vídeo que incluía una línea de tiempo en la cual introducir las distintas tomas y pistas de sonido. La línea de tiempo y todas las pistas eran un configuración en pantalla, creada por un ordenador y, por este motivo, se podía manipular las veces que se quisiera.